# إيان بانبوري
إيان بانبوري (بالإنجليزية: Alan Bannister)‏ مواليد 3 نوفمبر 1922 في مانشستر، كان دراج إنجليزي. سبق أن شارك في دورة الألعاب الأولمبية الصيفية وفاز بميدالية أولمبية.

## الميداليات
| الميدالية | المسابقة                       |
| --------- | ------------------------------ |
| فضية      | الألعاب الأولمبية الصيفية 1948 |

## روابط خارجية
- إيان بانبوري على موقع أرشيف الدراجات (الإنجليزية)
- إيان بانبوري على موقع اللجنة الأولمبية الدولية (الإنجليزية)
- إيان بانبوري على موقع أوليمبيديا (الإنجليزية)
- إيان بانبوري على موقع اللجنة الأولمبية البريطانية (الإنجليزية)